# عفط (الطويلة)

تعديل مصدري - تعديل

عفط هي إحدى قرى عزلة الضلاع الاسفل بمديرية الطويلة التابعة لمحافظة المحويت، بلغ تعداد سكانها 790 نسمة حسب تعداد اليمن لعام 2004.